# Vesunna I
Pour les articles homonymes, voir Vesunna (homonymie).
Vesunna I est un rabaska utilisé pour des visites touristiques de Périgueux sur l'Isle.

## Étymologie
Le bateau est nommé d'après la déesse de l'eau et de la fécondité, Vesunna. Il s'agit d'une divinité indigène tutélaire des Pétrocores, qui habitaient la cité de Vesunna, correspondant aujourd'hui au quartier sud de Périgueux,.

## Historique
Aux XIXe et XXe siècles, l'Isle, qui traverse la ville de Périgueux, est empruntée chaque jour par de nombreux bateliers qui acheminent des personnes et des marchandises. Finalement, en 1957, la rivière est officiellement fermée à la navigation.
En 2013 et début 2014, le club de canoë-kayak de Périgueux (ALP-GNP) commence à réfléchir à la création d'un parcours de randonnée touristique sur l'Isle. En février 2015, la ville de Périgueux, le club de canoë-kayak et la Fédération française de canoë-kayak signent une convention établissant un « sentier nautique » sur la rivière, le troisième en France,. À partir de cette date, le club lance la construction du bateau dans la base nautique du Moulin Sainte-Claire, avec Jean-Claude Sellier, constructeur de rabaskas à Port-Sainte-Foy.

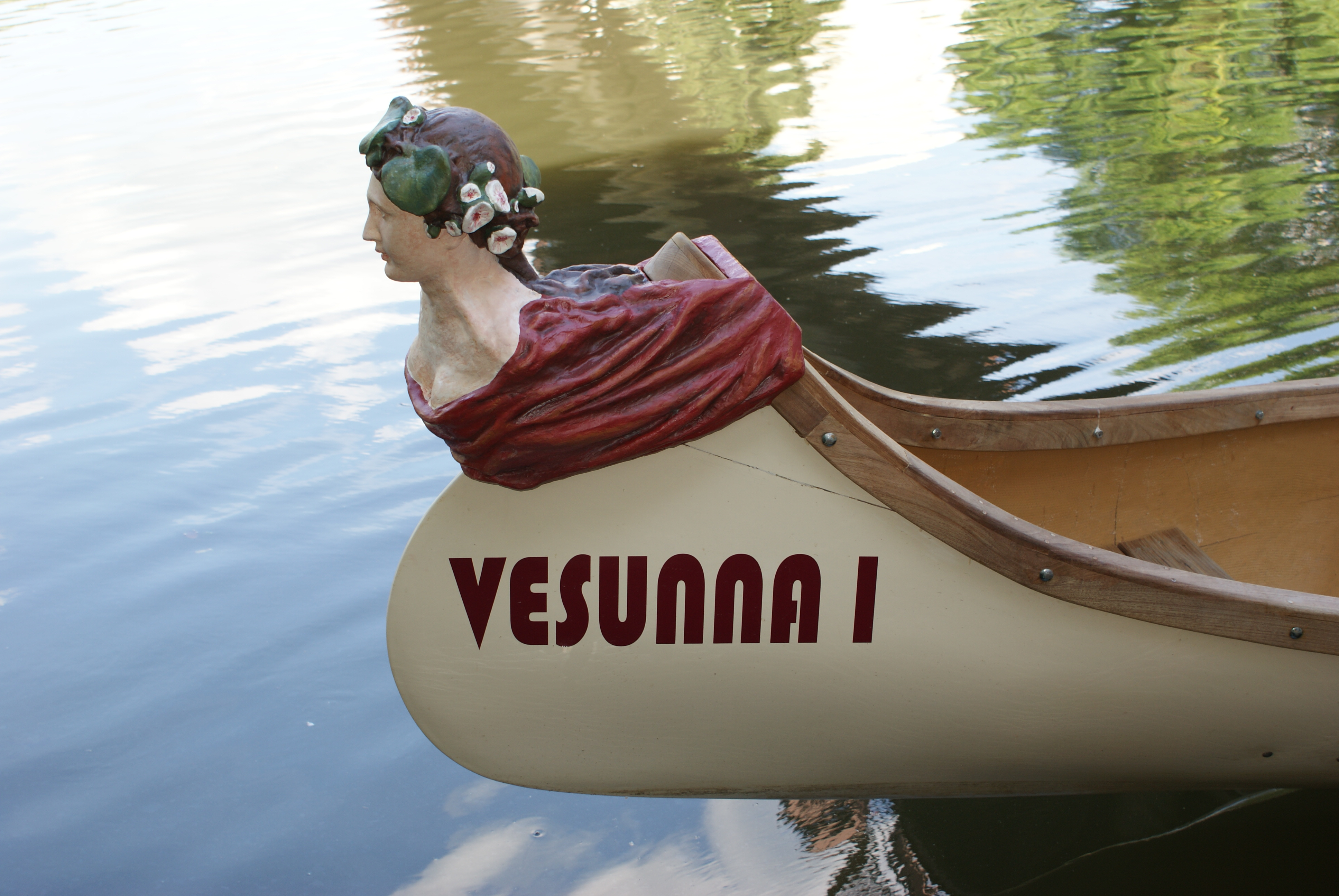
La figure de proue de Vesunna, usinée par la SOCRA.

Comme base, ils achètent le moule d'un canoë de neuf places en Ardèche, puis rallongent la coque en ajoutant une partie au centre, après que la proue et la poupe sont fabriquées. La figure de proue, usinée par les ateliers de la SOCRA, est une allégorie de la déesse Vesunna. L'embarcation, dont le coût s'élève entre 5 000 et 6 000 €, peut accueillir une quinzaine de personnes.
Le 14 juin 2015 à 17 heures, l'embarcation est baptisée « Vesunna I » par le maire de Périgueux, Antoine Audi, et le chœur d'hommes Vox Vesunna,. Vesunna II, un deuxième rabaska également baptisé le 14 juin 2015, sert de complément à Vesunna I afin de répondre aux besoins touristiques. Depuis, des balades touristiques sur la rivière, jusqu'à la guinguette Barnabé, sont organisées trois fois par semaine,. En période estivale, des sentiers nautiques nocturnes retraçant l'histoire de Périgueux, de la Préhistoire à la Belle Époque, sont organisés.
Le 15 mai 2016, après un an d'entraînement, une équipe de dix personnes atteintes de cancer embarque sur le Vesunna I pour participer à la Vogalonga de Venise. Organisé par la CAMI Sport & Cancer et le club de canoë-kayak de Périgueux, ce projet résulte d'une idée portée depuis 2014 par le triathlète de haut-niveau, Lionel Roye. Ce dernier, accompagné d'un moniteur du club, Gaétan Minotte, pilotent le rabaska. Deux médecins assurent le suivi des malades (Charles-Briac Levaché, président de la CAMI Sport & Cancer, et Michel Cadet, vice-président du club de canoë-kayak). Des supporters participent également au rassemblement, en embarquant sur le Vesunna II. L'équipage boucle les 27 km en 3 h 25. Deux ans plus tard, en 2018, les organisateurs relèvent à nouveau le défi en participant à la 43e édition de la Vogalonga.

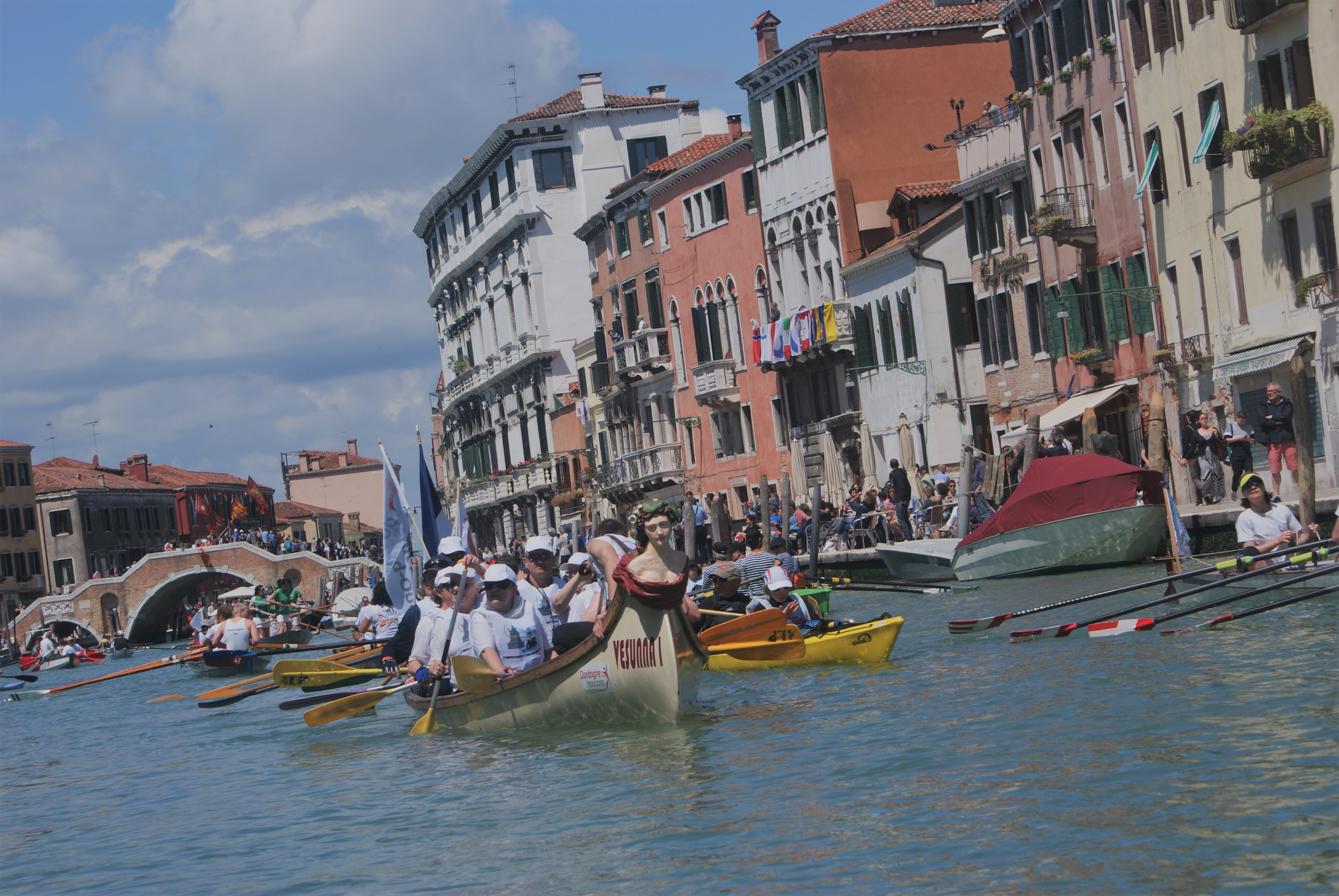
Vesunna I
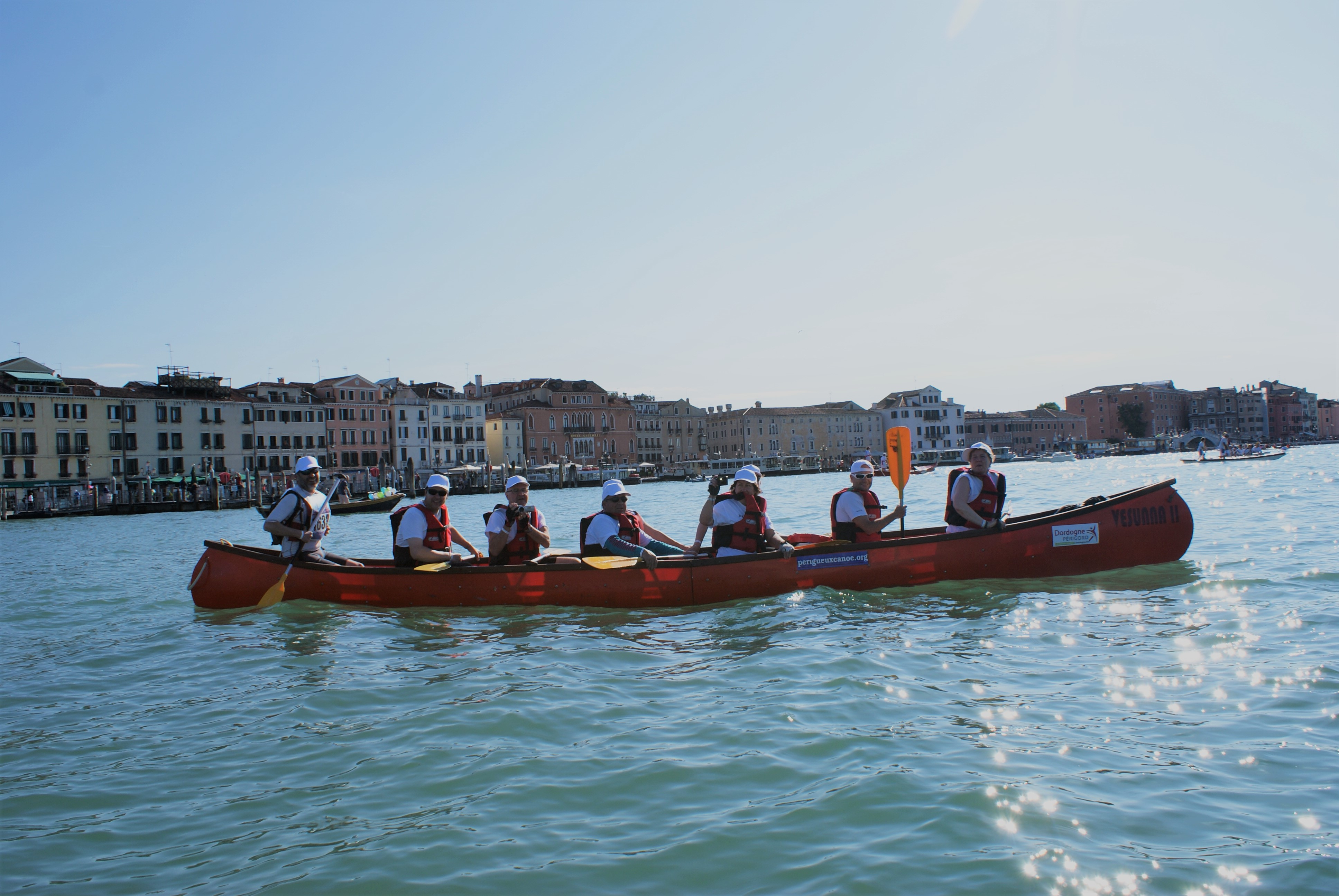
Vesunna II

En juillet 2020, le rabaska est mobilisé à Périgueux dans le cadre de l'opération « C'est mon patrimoine », organisée par le ministère de la Culture,.